# Prostitution en Iran

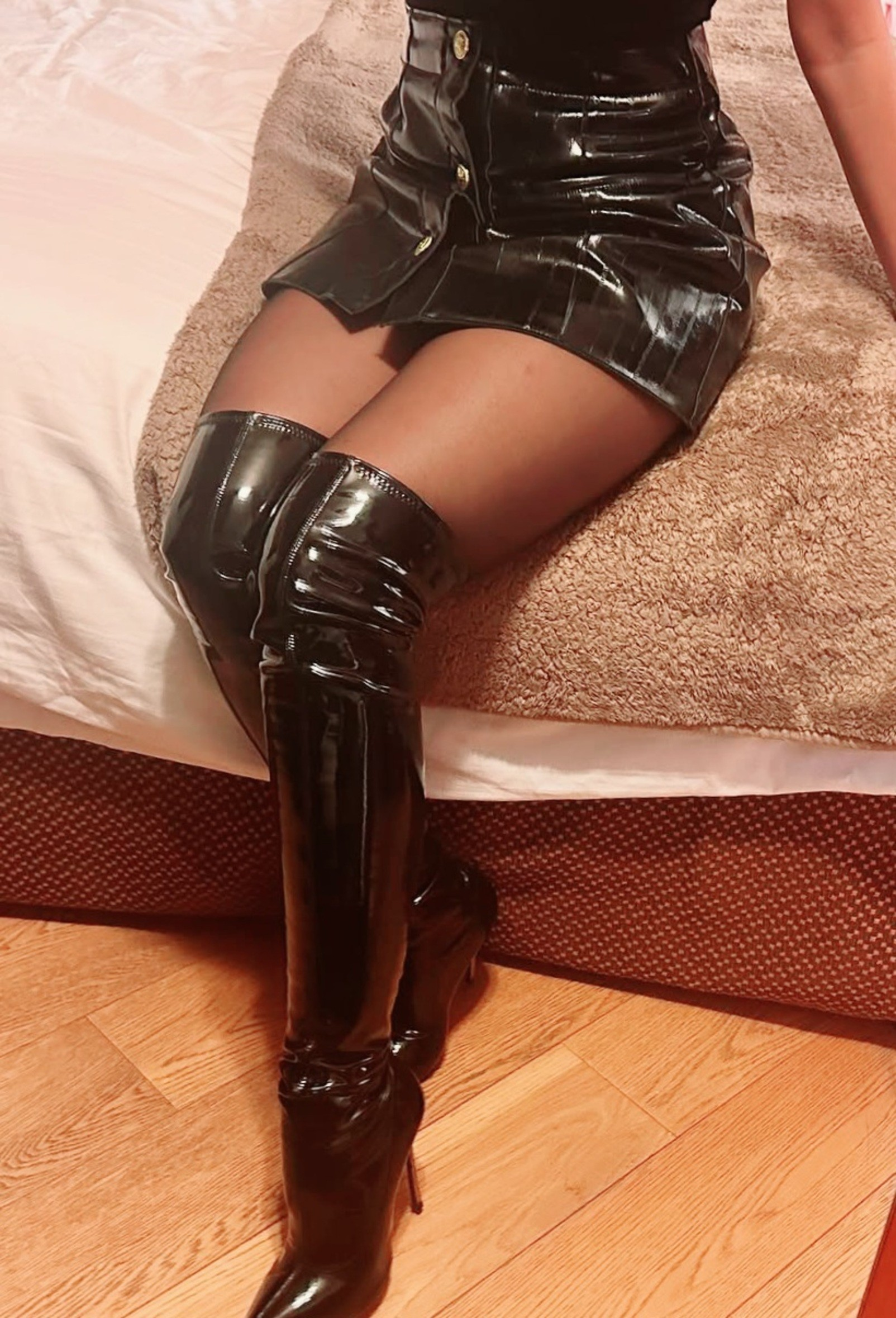
Prostitué iranienne, utilisant ses bottes pour assoir sa dominance sur un homme dans une session privée.

La prostitution en Iran est illégale et encourt de nombreuses sanctions, allant des amendes et peines d'emprisonnement à l’exécution pour les récidivistes.

## Histoire
Le nombre exact de prostituées travaillant en Iran est inconnu. Néanmoins, les prostituées sont visibles dans certains coins de rues des grandes villes. Nombre d’entre elles sont des fugueuses issues de foyers pauvres et brisés,. En 2002, le journal iranien Entekhab a estimé qu’il y avait quelque 85 000 prostituées seulement à Téhéran. La prostitution est rampante à Téhéran ; « les rues sont pleines de travailleuses... partie du paysage, se mélangeant à tout le reste ».
Les descentes de police ont aussi mis au jour des cercles de prostitution enfantine. 
Un psychiatre iranien, Mahdis Kamkar, considère que la montée de la prostitution est un symptôme de problèmes sociaux plus vastes, dont « les familles dysfonctionnelles, le divorce, les crises d’identité et les contradictions sociales ».
Avant la révolution islamique en 1979, les prostituées étaient confinées dans des quartiers isolés comme Shahr-e No à Téhéran. Le nouveau gouvernement religieux a démoli le district et puni la prostitution de flagellation Tenir un bordel est également un acte criminel, passible d'un à dix ans d'emprisonnement.[réf. nécessaire].

## Évaluations des États-Unis
En 2007, le Département d'État des États-Unis a placé l’Iran en "Tier 2" dans son rapport annuel sur le trafic d'êtres humains, affirmant qu'« il ne respecte pas pleinement les standards minimaux pour l’élimination du trafic mais fait des efforts significatifs en ce sens ». En 2010, la Secrétaire d'État des États-Unis Hillary Rodham Clinton a déclassé l’Iran en "Tier 3", notant que le pays ne fait pas d’effort significatif pour résoudre les problèmes de trafic, principalement en relation avec la prostitution et le travail forcé.

## Scandale lié à la prostitution
En 2008, le Général Reza Zarei, le chef de la police de Téhéran, a été arrêté dans un bordel avec six prostituées. Son arrestation a  causé de l’embarras pour le gouvernement du Président Ahmadinejad car Zarei était chargé du vice à Téhéran. Le procureur chargé du dossier a noté que Zarei utilisait son bureau à des fins matérielles de prostitution.

## Nikah mut‘ah ou Sigheh
Tandis que la prostitution est illégale en Iran, l’institution chiite du Mut'a (mariage temporaire, communément appelé Sigheh en Iran) autorise les relations contractuelles à court terme entre les deux sexes. Habituellement, une dot est offerte à l’épouse temporaire. Le Sigheh peut durer de 15 minutes à 99 ans ; il expire automatiquement sans divorce. Selon certains spécialistes et certains Iraniens, le Sigheh est détourné en couverture légale pour la prostitution en Iran,.